# Mathieu Gourdain
Mathieu Roger Jean Gourdain (Vernon, 4 de mayo de 1974) es un deportista francés que compitió en esgrima, especialista en la modalidad de sable.
Participó en los Juegos Olímpicos de Sídney 2000, obteniendo dos medallas de plata, en las pruebas individual y por equipos (junto con Julien Pillet, Damien Touya y Cédric Séguin).
Ganó cuatro medallas en el Campeonato Mundial de Esgrima entre los años 1997 y 2001, y dos medallas en el Campeonato Europeo de Esgrima, oro en 1999 y plata en 1996.

## Palmarés internacional
| Juegos Olímpicos   | Juegos Olímpicos            | Juegos Olímpicos  | Juegos Olímpicos  |
| Año                | Lugar                       | Medalla           | Prueba            |
| ------------------ | --------------------------- | ----------------- | ----------------- |
| 2000               | Sídney (Australia)          | Medalla de plata  | Sable individual  |
| 2000               | Sídney (Australia)          | Medalla de plata  | Sable por equipos |
| Campeonato Mundial |                             |                   |                   |
| Año                | Lugar                       | Medalla           | Prueba            |
| 1997               | Ciudad del Cabo (Sudáfrica) | Medalla de oro    | Sable por equipos |
| 1998               | La Chaux-de-Fonds (Suiza)   | Medalla de plata  | Sable por equipos |
| 1999               | Seúl (Corea del Sur)        | Medalla de oro    | Sable por equipos |
| 2001               | Nimes (Francia)             | Medalla de bronce | Sable individual  |
| Campeonato Europeo |                             |                   |                   |
| Año                | Lugar                       | Medalla           | Prueba            |
| 1996               | Limoges (Francia)           | Medalla de plata  | Sable individual  |
| 1999               | Bolzano (Italia)            | Medalla de oro    | Sable por equipos |